# Леловані
Леловані (груз. ლელოვანი) — село в Грузії у складі Тіанетського муніципалітету.
За даними перепису населення 2014 року в селі проживає 57 осіб.